# Stazione di Golfo Aranci Marittima
Stazione di Golfo Aranci Marittima vasútállomás Olaszországban, Szardínia régióban, Golfo Aranci településen.

## Vasútvonalak
Az állomást az alábbi vasútvonalak érintik:
- Cagliari–Golfo Aranci Marittima-vasútvonal

## Kapcsolódó állomások
A vasútállomáshoz az alábbi állomások vannak a legközelebb: 
- Stazione di Golfo Aranci